# Pascade
La pascade ou pascada en rouergat est une omelette ou une crêpe très épaisse. C'est un plat de ménage du Rouergue et d'Auvergne, élaboré « sur le pouce », dans les fermes (plat paysan), ou que l'on ne trouve généralement que dans les petits restaurants familiaux de l'Aveyron et du Cantal.

## Étymologie
Le terme « pascade » est une francisation du rouergat pascàdo, dérivé de Pascas (Pâques).

## Histoire
Dans la tradition ancienne, cette préparation est celle qui se mange juste après les Pâques, plus précisément le dimanche de Quasimodo, (qui n'existe plus, car il est devenu depuis Jean-Paul II le Dimanche de la Divine Miséricorde).
Faisant suite au carême, cette préparation à base d'œufs est privilégiée pour consommer l'importante production pondue durant celui-ci. Depuis longtemps, le terme, dans l'Aveyron, est employé toute l'année pour cette préparation, mais aussi parfois en remplacement du mot oūmeléto (« omelette »).

## Préparation
La recette de la pascade consiste en des œufs battus avec de la farine de froment. Le mélange est ensuite cuit comme une omelette non baveuse : la préparation doit être cuite à point car les œufs sont pondus de longue date. La pascade se consomme nature ou salée et parfois sucrée. À New York, la pascade est servie avec du sucre en poudre et un morceau de citron. En 2013, la recette est remise au goût du jour dans les beaux quartiers de Paris.
Il existe quelques variantes dont la pascade aux fraises et fondue de rhubarbe.